# Dilophus serenus
Dilophus serenus är en tvåvingeart som först beskrevs av Hardy 1953.  Dilophus serenus ingår i släktet Dilophus och familjen hårmyggor. Inga underarter finns listade i Catalogue of Life.